# Esperimento DØ

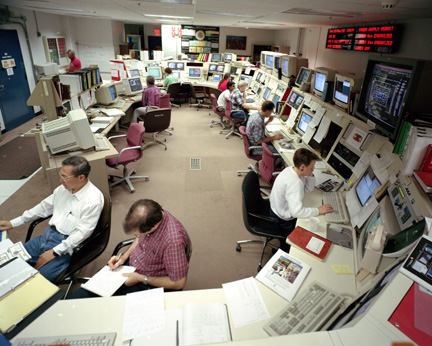
Control room di D0.

L'esperimento DØ (talvolta scritto D0 o DZero) è una collaborazione di scienziati che conducono ricerche sulla natura fondamentale della materia. DØ è stato uno dei due principali esperimenti (insieme a CDF) che raccoglievano i dati delle collisioni protone-antiprotone prodotte dall'acceleratore Tevatron, situato al laboratorio Fermilab, vicino a Chicago.
La ricerca è focalizzata su studi di precisione di interazioni fra protoni e antiprotoni alle energie più alte disponibili al tempo.

## Quadro d'insieme
L'esperimento DØ era situato in una delle regioni di interazione del sincrotrone Tevatron, dove i fasci di protoni e antiprotoni si intersecavano. La raccolta dati è finita nel 2011 e attualmente la collaborazione sta finendo di analizzare i dati raccolti.
DØ è una collaborazione internazionale di circa 550 fisici provenienti da 89 università e laboratori nazionali di 18 paesi diversi.
Obiettivo dell'esperimento era testare il Modello Standard della fisica delle particelle. Essendo sensibile agli effetti delle collisioni ad alta energia l'esperimento può dare un test della teoria indipendente dal modello. 

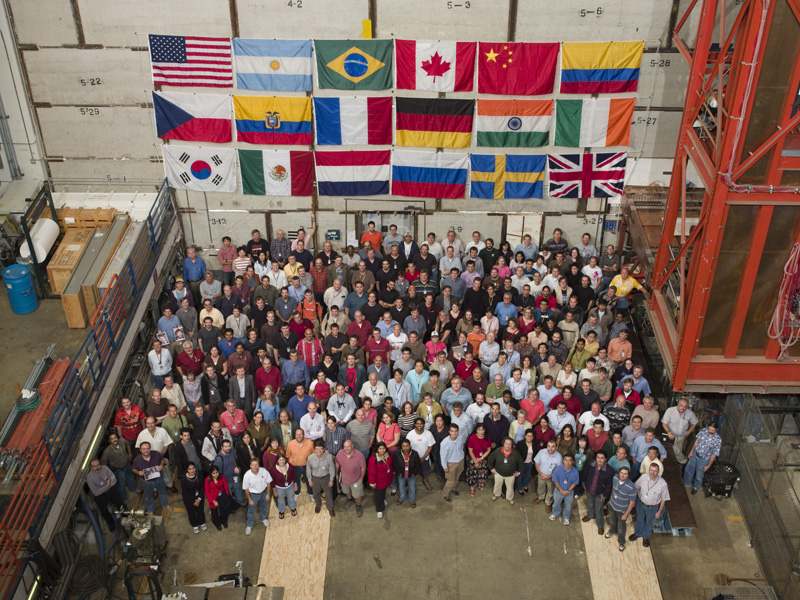
Foto di gruppo della collaborazione D0

Il rivelatore di particelle è costruito per rivelare più particelle elementari possibili, create dall'energia rilasciata dagli urti fra i fasci di protoni e antiprotoni. La regione di interazione in cui avviene l'annichilazione fra materia e antimateria è vicina al centro geometrico del rivelatore. L'area di collisione è circondata da tracciatori immersi in un forte campo magnetico parallelo alla direziona dei fasci. Al di fuori dei tracciatori sono posti i rivelatori di pre-shower e un calorimetro. Le camere a muoni costituiscono l'ultimo strato del rivelatore. Tutto il rivelatore è contenuto in blocchi di calcestruzzo che permettono di schermare dalle radiazioni.
Ogni secondo il rivelatore analizzava circa 1.7 milioni di collisioni fra i fasci di protoni e antiprotoni. Le informazioni di solo circa 100 collisioni al secondo venivano poi salvate per studi successivi.

## Risultati
Uno dei risultati più importanti di DØ è la scoperta del quark top, annunciata nel 2009 insieme all'esperimento CDF. Un altro importante obbiettivo di DØ è stata la ricerca del bosone di Higgs, la scoperta è però avvenuta solo successivamente ad LHC.